# 坪尻站
坪尻站（日语：／ Tsubojiri eki */?）是一位於日本德島縣三好市池田町、隸屬於四國旅客鐵道（JR四國）的鐵路車站。車站編號為D19。車站位於德島縣與香川縣交界的豬之鼻峠附近，高度為海拔272米。車站附近全為樹林和河流，人湮罕至，因為被稱為「秘境站」。另一方面，也正因為此，每年皆有不少慕名而來的鐵道愛好者及遊客，特意到本站留念，成為秘境站中其中一個極受歡迎的車站。
坪尻站為日本現時少數還保存有折返式鐵路裝置的車站，而在四國島內，亦只有它和新改站仍保留這種裝置。

## 車站結構
現時設有木製站舍一座。以往為車站及職員居所的結合建築。無人化後，只遺留站舍。由於是著名秘境站，縱使使用的人次不多，但候車室卻經過悉心佈置，並設有紀念蓋印及記事簿供遊人使用。
月台為1線1面設計，設於站舍旁邊，靠近箸藏站方向。現時為無人站，只停部份普通列車班次。現時來回琴平與阿波池田之間的區間列車，班次每天只有6.5個來回，當中又有2班往琴平的上行列車、及3班開往大步危或阿波池田的下行列車會不停靠，約佔全日班次的一半，往琴平的上行列車只有3班、另外一班往多度津；下行列車共有3班阿波池田。 列車通過本站的原因往往是由於月台已經有另一方向的列車停靠，為免影響到主軌道的班次和安全，因此略過本站。
車站的位置，本來是屬於鮎苦谷河的河床位置，為了建造號誌站，特建造引水隧道將河水分流至其他地方，現時從列車車窗西面往多度津方向向外觀看，仍可以見到有關的隧道位置。
本車站其中一個功用是用作列車待避之用，當待避列車駛入月台後，另一方向的列車便可以通過主軌道，而主軌道為限制速度路段，最高速度為100km/h。運作模式是：由箸藏站開出的列車可以直接從主軌道駛進車站，離站時駕駛員會倒車（或利用另一端的的駕駛室駛至）至主軌道旁的側軌後，再駛回（或返回原駕駛室駛出）主軌道前出讚岐財田站；至於由讚岐財田站開出的列車，入站時則先會駛入側軌，然後駕駛員會以倒車的方式將列車駛入車站；離站時則直接駛入主軌道前往箸藏站。
車站等候大堂張貼有發車時間表，並且列出停車10分鐘以上時，主軌道所通過的不停站列車資料。另外亦設有留言冊讓到訪的遊人留言。
在2006年度，平均1日的使用人次為2人。

### 月台配置
| 路線    | 方向     | 目的地                   |
| ------- | -------- | ------------------------ |
| ■土讚線 | （下行） | 阿波池田方向、大步危方向 |
| ■土讚線 | （上行） | 琴平、多度津方向         |

## 周邊設施
坪尻站位處於鮎苦谷川旁，遠離民居及一般道路，車輛並不能駛至本站附近。沿車站南方離開車站後，沿平交道向東面的小徑走，大約10-20分鐘的步程便可到達國道32號；沿西行則可以到達市町村道，但由於是山路，間中會有樹木擋路的情況，而天雨後路面亦較濕滑，須小心行經。而季節性亦會出現蝮蛇和黃蜂。

## 圖片集

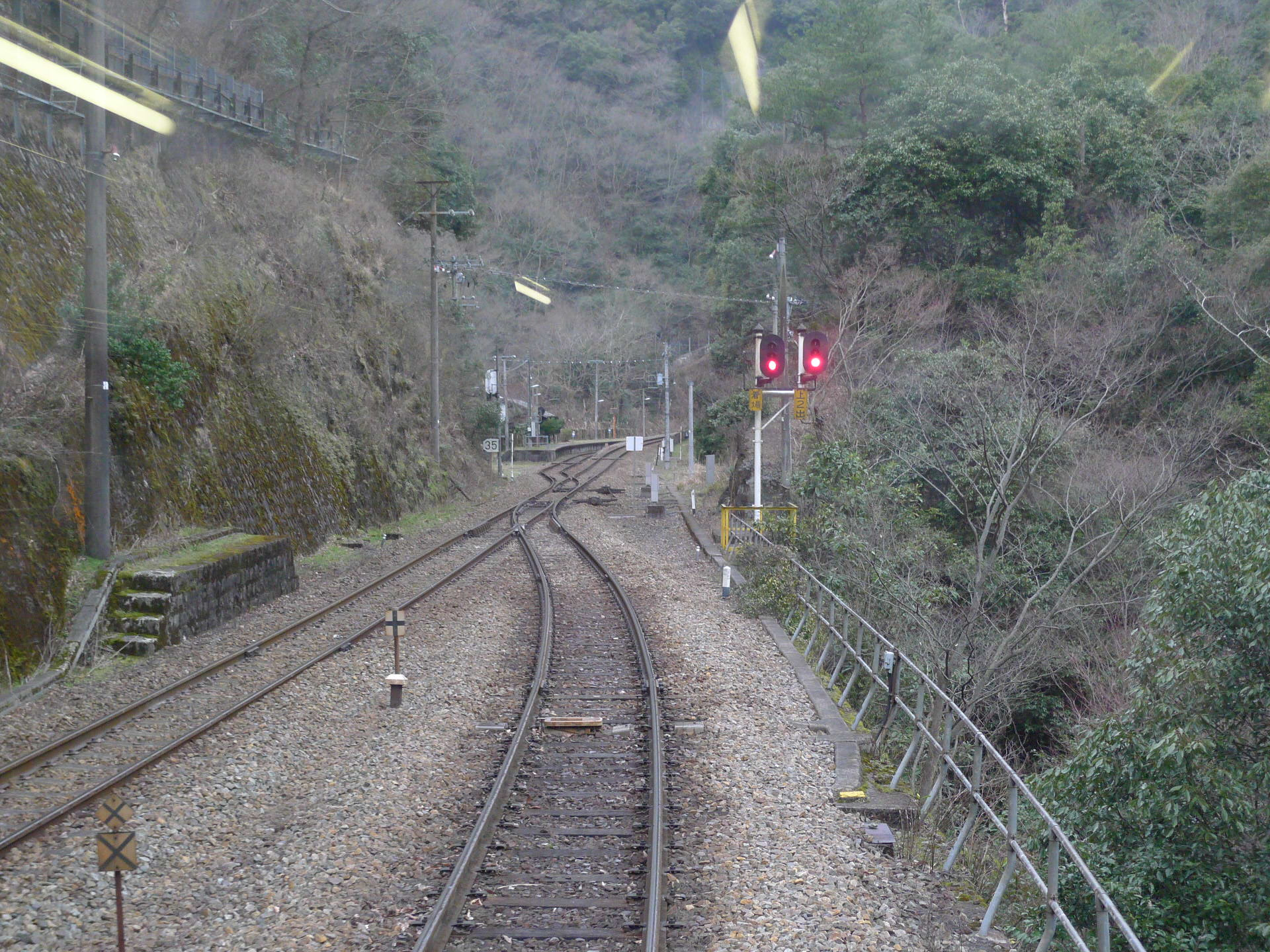
從坪尻站往箸藏站方向的分岔口。
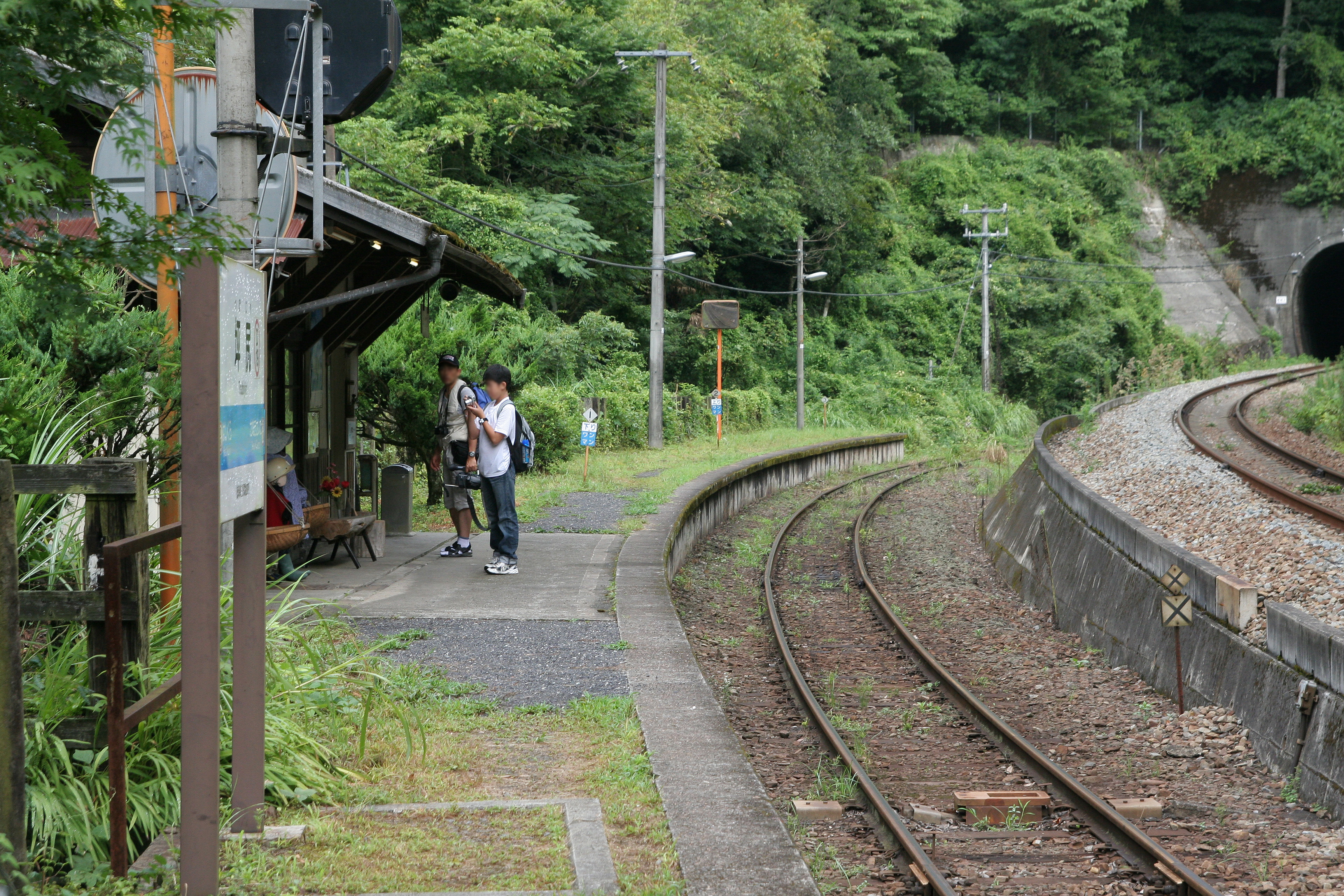
坪尻站上的月台。
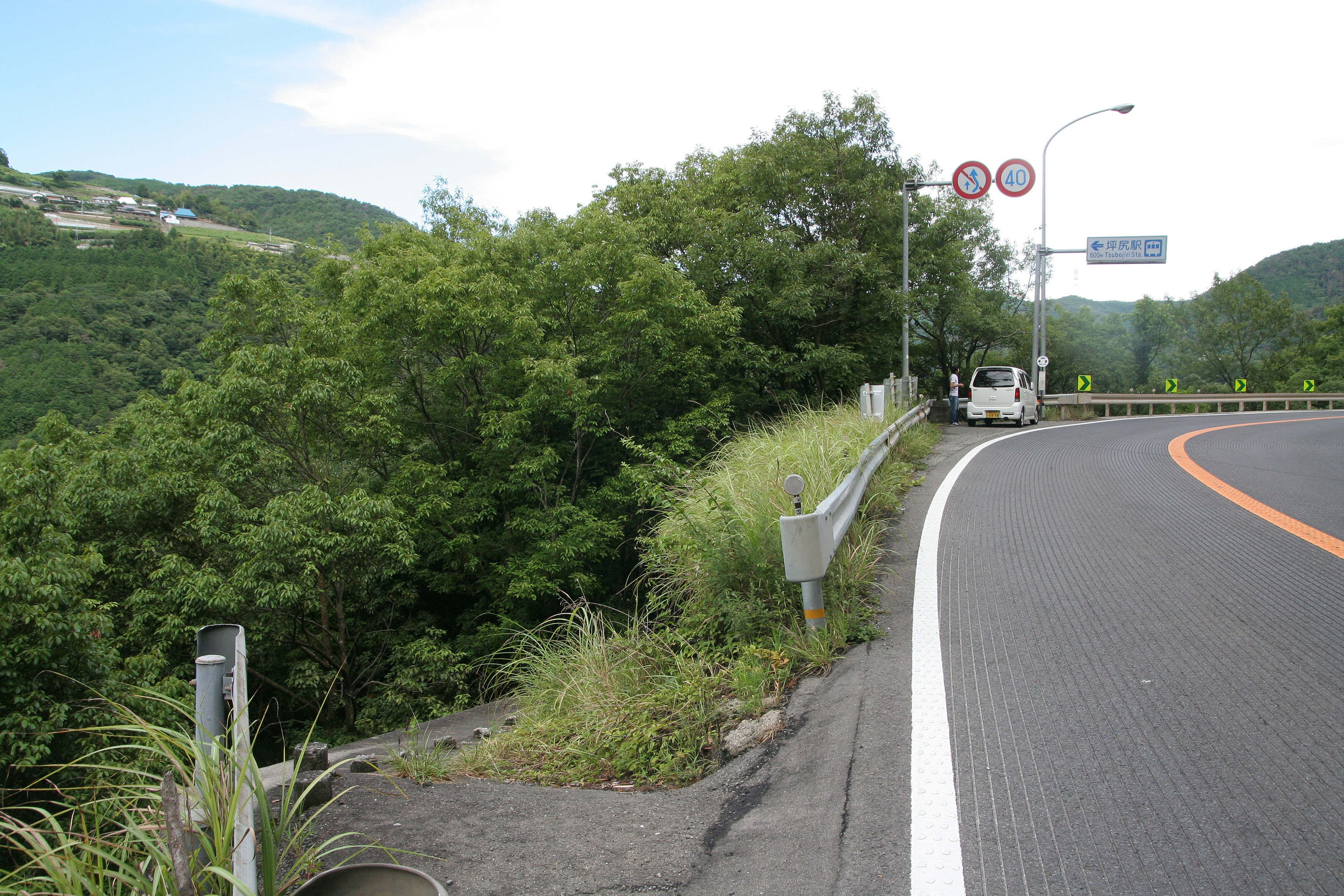
位於國道32號，遠處的車站入口指示牌
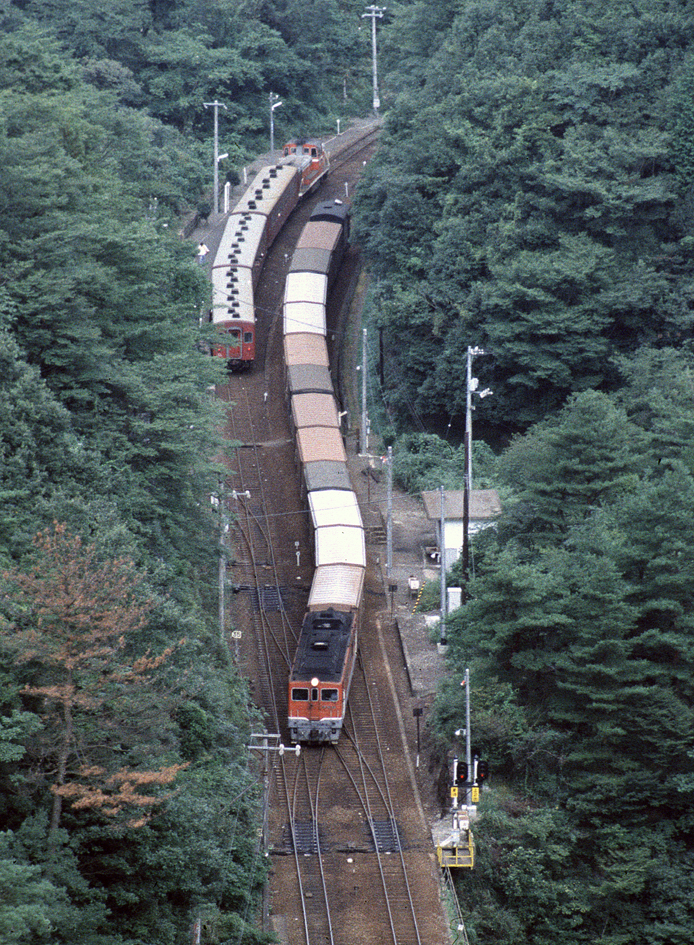
攝於1983年，高空拍攝坪尻站待避列車及通過列車。
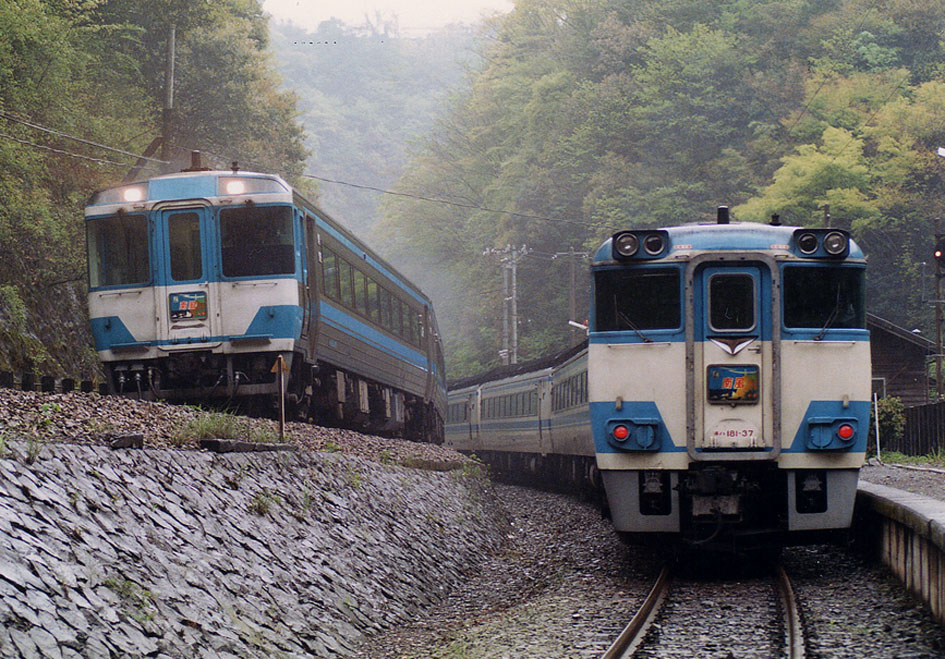
攝於1990年，Kiha181系「南風」號列車停在坪尻站，待避另一列Kiha185系「南風」號列車。

## 歷史
- 1929年4月28日：以號誌站（日语：信号場）的形式開設。
- 1950年1月10日：昇格為車站。
- 1970年10月1日：無人化。
- 1987年4月1日：日本國鐵分割民營化，車站的營運由JR四國繼承。
- 2010年1月11日：為慶祝坪尻駅開設60周年，JR四國開設臨時列車「坪尻秘境號」，[5][6]並且將十年前埋下的「50周年時間囊」掘出及種植樹苗等活動。[7]
- 2014年3月6日，於月台範圍近改札閘口加設了「戀愛長櫈」（らぶらぶベンチ，Love Love Bench），與予土線的江川崎站成為JR四國內首兩個新設的觀光設施。[8]

## 相鄰車站
四國旅客鐵道（JR四國）
■土讚線
讚岐財田（D18）－坪尻（D19）－箸藏（D20）

## 軼事
車站內設有車站圖章，是日本鐵路車站的一大特色，讓到此一遊的搭客可以蓋章留念。坪尻站於2008年5月15日曾由附近的居民團體送贈，可是卻在2010年2月10日被盜走。2個月後，在青森縣的JR東日本津輕線中澤站尋回。

## 外部連結
- JR四國坪尻站官方發車時間表。（页面存档备份，存于）